# 4 anni di successi
4 anni di successi è una raccolta della cantante italiana Mina, pubblicata su long playing e audiocassetta dall'etichetta discografica Ri-Fi a novembre del 1967.

## Storia
Venne pubblicata dalla Ri-Fi quando la cantante aveva già dato l'annuncio ufficiale del passaggio alla casa discografica di sua proprietà, la PDU, che tuttavia non inizierà l'attività prima del 1º dicembre 1967.
Nella  pagina interna della copertina (JPG). sono stampate, quasi a voler sottolineare i 4 anni di successi, le recensioni sul 'personaggio Mina' apparse nel periodo su diverse testate giornalistiche italiane. Le firme sono di: Mino Guerrini (Il Tempo, 18/11/1964), Luigi Gianoli (L'Italia, 11/9/1966), Maria Livia Serini (L'Espresso, 18/4/1965), Guido Gerosa (Epoca, 9/10/1966), la redazione (Corriere della Sera, 27/5/1967), Giorgio Venturi (Gente, 25/5/1967), Gian Galeazzo Severi (Il Tempo, 3/7/1965) e Piero Vivarelli (Big, 18/2/1966), inframezzate da 4 fotografie di repertorio della cantante.
Il disco avrà un buon successo di vendite, risultando il nono album più venduto nel 1968. Nella stessa graduatoria Mina è presente con altri i due album ufficiali Dedicato a mio padre 22° e Mina alla Bussola dal vivo al terzo posto.
L'edizione su MC, pubblicata nel 1968 (Ri-Fi RMM 85006), ha una  copertina disegnata. che sarà ripresa nel 1997 dalla prima stampa su CD della RCA Italiana (catalogo 74321482592).
Sempre del 1968 è la Ri-Fi a pubblicare l'LP per il numero 10 della collana Grandi Canzoni, Grandi Interpreti della Selezione dal Reader's Digest (RFL ST 40003). E ancora, a maggio 1976, con una edizione economica per l'affiliata Variety (RLV-ST 90513).
Nel 2009 la Halidon ristampa il CD (SRCD 6299), l'LP su vinile da 180 grammi (SRLP 12) e un Picture disc (SRLPD 12), gli ultimi due a tiratura limitata. Nel 2011 la Ri-Fi rimasterizza il CD con tecniche digitali mantenendo lo stesso numero di catalogo della Halidon.

## I brani
Molte canzoni del disco sono state incise da Mina anche in altre lingue, per i dettagli si rimanda alla pagina del singolo in cui il brano è contenuto.
L'elenco riportato nella pagina interna della copertina, peraltro identico a quello sul sito ufficiale, NON corrisponde alla sequenza fisica delle tracce sui supporti LP o CD, che è invece quella seguita nella sezione Tracce.
Curiosamente l'edizione su cassetta del 1968 ha due tracce in più (14 in totale) entrambe inserite sulla prima facciata, un ordine diverso dei brani e le canzoni del singolo Tu non mi lascerai/Cartoline sostituite rispettivamente da Mi sei scoppiato dentro al cuore* e Addio*.

Lato A: La banda, Tu non credi più*, Città vuota, Sono come tu mi vuoi*, È l'uomo per me, Se telefonando, Addio*

Lato B: Se tu non fossi qui, E se domani, Ta-ra-ta-ta, Un anno d'amore, Mi sei scoppiato dentro al cuore*, Se c'è una cosa che mi fa impazzire, Nel fondo del mio cuore

* Indica un brano inserito.

### Inediti
- Nel fondo del mio cuore

Cover del brano En un rincòn del alma di Alberto Cortez (originale dell'autore su EP del 1967), è una delle rarissime canzoni che vede Mina autrice del testo in italiano.
Registrata anni prima e rispolverata dalla Ri-Fi per l'occasione, sarà pubblicata di nuovo nel 1968 (ancora da Ri-Fi e con la cantante ormai da tempo al lavoro con l'etichetta PDU di sua proprietà) come lato principale del singolo Nel fondo del mio cuore/Se tornasse, caso mai, il cui lato B era già stato inserito nell'album Sabato sera - Studio Uno '67.
Le due tracce Tu non mi lascerai e Cartoline sono invece inedite su album, in quanto già pubblicate sul singolo di ottobre, che anticipa di un mese questa raccolta.

## Tracce
Lato A
1. La banda (A banda) – 2:35 – da Sabato sera - Studio Uno '67, 1967
2. Nel fondo del mio cuore (En un rincòn del alma) – 2:41 (testo: Mina – musica: Alberto Cortez; edizioni musicali Settebello)
3. Città vuota (It's a Lonely Town) – 2:40 – da Studio Uno, 1965
4. Se tu non fossi qui – 3:03 – da Studio Uno 66, 1966
5. Se telefonando – 2:56 – da Studio Uno 66, 1966
6. Cartoline – 1:55 (Bruno Canfora; edizioni musicali Curci) – inedito su album (singolo, 1967)

Lato B
1. Tu non mi lascerai – 2:20 (testo: Leo Chiosso – musica: Giovanni D'Anzi, Michele Galdieri; edizioni musicali Curci) – inedito su album (singolo, 1967)
2. Ta-ra-ta-ta (Try Your Luck) – 2:13 – da Studio Uno 66, 1966
3. Un anno d'amore (C'est irreparable) – 3:10 – da Studio Uno, 1965
4. È l'uomo per me (He Walks Like a Man) – 2:20 – da Studio Uno, 1965
5. E se domani – 3:08 – da Mina, 1964
6. Se c'è una cosa che mi fa impazzire – 2:38 – da Sabato sera - Studio Uno '67, 1967